# Polja (Literaturzeitschrift)
Polja (Serbisch: Felder; serbisch-kyrillisch: поља) ist eine serbische Literaturzeitschrift.
Polja ist eine Literaturzeitschrift zur zeitgenössischen Literatur und Literaturtheorie (Časopis za književnost i teoriju; Часопис за књижевност и теорију), die seit 1955 vom Kulturzentrum in Novi Sad herausgegeben wird. Die Zeitschrift entstand im Forum Junge Tribüne (Tribina mladih) des Kulturzentrums, und im Lauf der Jahrzehnte ihres Bestehens haben  vor allem  sehr viele junge Künstler und Intellektuelle ihr inhaltliches Profil gestaltet. Der thematische Schwerpunkt einschließlich seiner inhaltlichen Qualität liegt in der Zusammenstellung von Texten zeitgenössischer in- und ausländischer Autoren, die innovative Spannungsfelder zu kulturpolitischen Themen der Gegenwart erzeugen beziehungsweise widerspiegeln. Einige Texte ausländischer Autoren sind dafür erstmals auf Serbisch in der Zeitschrift publiziert worden, unter den inländischen Autoren sind viele Repräsentanten der ethnischen Minderheiten der Vojvodina vertreten, auch zahlreiche Texte von Autoren der Moderne des frühen 20. Jahrhunderts kontrastieren die inhaltlichen Aspekte. Das Spektrum der veröffentlichten Texte deutschsprachiger Autoren reicht von Franz Werfel, W. G. Sebald, Helmut Heißenbüttel, Alfred Andersch bis zu Peter Handke und einigen mehr. Unter den vielen Mitgliedern ihrer Redaktionsgeschichte sind Persönlichkeiten wie zum Beispiel László Végel (1969–70), Julijan Tamaš (1974–76 und 1981–82), Jovan Delić (1980–82) und Sonja Veselinović (seit 2007), Chefredakteure waren beispielsweise der Dichter und Publizist Jovan Zivlak (1976–84), von dem bislang drei Bände mit Gedichten in deutscher Übersetzung erschienen sind, und der Schriftsteller Laslo Blašković. Der Literaturkritiker, Dichter und Übersetzer Alen Bešić ist seit 2007 Chefredakteur.
Im Jahre 2020 ist erstmals eine deutschsprachige Sonderausgabe der Literaturzeitschrift mit Texten junger serbischer Autoren im Rahmen eines Symposiums von EU-Art-Network herausgegeben worden.